# Éric Alt
 (octobre 2024).
Éric Alt, né le 2 septembre 1962 à Strasbourg, est un magistrat français qui est administrateur de l'association Anticor.

## Carrière et fonctions
Diplômé de l'Institut d'études politiques de Strasbourg et de la faculté de droit de Strasbourg, il a été :
- Auditeur de justice (1988-1989) ;
- Substitut du procureur du TGI d'Angers (1990-1992) ;
- Magistrat à l'administration centrale du ministère de la justice (1992-2003)[1] ;
- Conseiller technique au ministère de l'environnement (1998-1999) [2];
- Vice-président au TGI de Paris (2004-2006)[3] ;
- Conseiller référendaire à la Cour de cassation (2007-2017)[4]
- Premier vice président adjoint au tribunal judiciaire de Paris (2017-2022)
- Conseiller à la Cour de cassation (depuis septembre 2022)[5]

## Engagement philosophiques et syndicaux
Éric Alt a été vice-président de l'association Anticor (2013-2022),. Il est administrateur de l'association .
Il a été administrateur de l'association Sherpa (2014-2021).
Il a été vice président du Syndicat de la magistrature de 2003 à 2006.
Il a été vice président de l'association Magistrats européens pour la démocratie et les libertés de 2006 à 2016.

## Engagement politique
En 2014, il est candidat en troisième position sur la liste Nouvelle Donne pour les élections européennes dans la circonscription Île-de-France, après sa désignation par une commission d'adhérents tirés au sort.
En septembre 2019, la direction des services judiciaires du Ministère de la justice reproche à Eric Alt ses prises de position publiques comme responsable associatif (vice président de l'Association Anticor) et diligente contre lui une enquête administrative relative à sa neutralité comme magistrat et à son obligation de réserve. En effet, invité de France 3 Corse ViaStella le 16 février 2019, et répondant aux critiques de la préfète régionale de Corse qui regrettait qu’Anticor ait saisi le Parquet national financier (PNF) plutôt que le parquet de Corse dans une affaire de fraude aux primes agricoles, Eric Alt a relevé que « le procureur s’affiche aux côtés de la préfète », et regretté l'atteinte à « son apparence d’impartialité pour conduire une enquête». D'autre part, représentant Anticor dans l’affaire de Richard Ferrand et des Mutuelles de Bretagne, Eric Alt a représenté Anticor lors de l’audience de constitution de partie civile menée par le juge d’instruction Renaud Van Ruymbeke au début de l'année 2018. Eric Alt étant à la fois plaignant (au nom d’Anticor) et collègue du juge d’instruction, puisque magistrat au tribunal de Paris, les avocats de Richard Ferrand, invoquant cette situation, ont obtenu le dépaysement du dossier au tribunal de grande instance de Lille. Selon un « bon connaisseur du dossier » cité par le journal Le Monde : « Anticor dérange et on sent une volonté de chercher des poux dans la tête tant des magistrats que de l’association»,. En juillet 2020, à la suite du rapport de l'Inspection générale de la justice, le Ministère de la justice a fait savoir qu'il abandonnait les poursuites.

## Publications
- La lutte contre la corruption (avec Irène Luc), PUF, coll. Que-sais-je ?, n°3258,  (ISBN 2-13048542-1)
- La justice en Espagne, un modèle en crise (avec Ignacio Gonzales Vega), The Book Edition, 2011,  (ISBN 978-1-4477-8393-0)
- L'esprit de corruption (avec Irène Luc), Éditions Le Bord de l'eau[14], 2012,  (ISBN 978-2-35687-140-4)
- Résister à la corruption (avec Elise Van Beneden), Éditions Gallimard, 2022, .